# Middlesex (Jamaica)
Middlesex is een van de drie historische county's van Jamaica. De county's in Jamaica zijn een historische bestuurseenheid en hebben tegenwoordig geen betekenis meer.
Middlesex telt 1.183.361 inwoners op een oppervlakte van 5042 km².
Middlesex omvat de volgende parishes:
- Clarendon
- Manchester
- Saint Ann
- Saint Catherine
- Saint Mary